# Dulikhel
Dulikhel è una città di circa 11.000 abitanti del Nepal centrale, capoluogo del Distretto di Kavrepalanchok.